# Marasettihalli, Holenarsipur
Marasettihalli là một làng thuộc tehsil Holenarsipur, huyện Hassan, bang Karnataka, Ấn Độ.